# Joseph Guglielmi
 (juillet 2020).
Si vous disposez d'ouvrages ou d'articles de référence ou si vous connaissez des sites web de qualité traitant du thème abordé ici, merci de compléter l'article en donnant les références utiles à sa vérifiabilité et en les liant à la section « Notes et références ».
Pour les articles homonymes, voir Guglielmi.
Joseph Julien Guglielmi, né le 30 décembre 1929 à Marseille et mort le 21 juin 2017 à Amilly (Loiret), est un poète, essayiste, traducteur et diariste français d'origine italienne.

## Biographie
Né de parents italiens originaires de Ligurie, Joseph Guglielmi exerce pendant longtemps le métier d'instituteur. À cette époque, en 1959, il se marie avec Thérèse Bonnelalbay, qui est infirmière. Le couple fréquente les réunions du parti communiste. En 1975, il s'installe avec leurs deux enfants à Ivry-sur-Seine.
Après plusieurs voyages au Japon et aux États-Unis, Joseph Guglielmi se consacre à la poésie et à la traduction, de poètes américains notamment.
Il écrit également quelques essais sur Edmond Jabès, Jean Tortel, Francis Ponge, Claude Royet-Journoud. Il pratique régulièrement des lectures publiques de ses poèmes en France et à l'étranger, des animations dans le domaine scolaire, et dirige des ateliers d'écriture poétique.
Il a également publié de nombreux livres avec des artistes comme Robert Groborne, François Deck, Bouderbala, Jean-Luc Poivret, Marc Charpin, Anne Slacik, Osanne, Arman.

## Œuvres

### Poésie
- Détour Cantos, NOUS, coll. "Disparate", 2016
- Qu'un bref regard sous le calme des cieux, éditions de l'Attente, 2013
- Au Jour le Jour. Selected Poems 1960-2008, L'Act Mem, 2009
- Faut suivre, Farrago, 2003
- Groborne, oui !, illustré de gravures de Robert Groborne, Æncrages & Co, 2003
- Travelogue, P.O.L, 2000
- Grungy project, P.O.L, 1997
- XOXO en collaboration avec Tita Reut, photographies et gravures originales d'Arman, Éditions Voix, 1995
- Origine de la mer, illustré de bois gravés d’Anne Slacik, Æncrages & Co, 1993
- K ou le dit du passage, P.O.L, 1992
- Joe's bunker, P.O.L, 1991
- Quartiers d’ombres, illustré de photographies de Raoul Guglielmi, Æncrages & Co, 1991
- Le Mouvement de la mort, P.O.L, 1988
- Un jeune enfant vêtu d’une robe éclatante, illustré de gravures d'Osanne, Æncrages & Co, 1988
- Das, la mort, Parenthèses, coll. "Chemin de ronde", 1987
- Fins de vers, P.O.L, 1986
- Lunes d'été, illustré de dessins de Thérèse Bonnelalbay, Æncrages & Co, 1985
- La Préparation des titres, Flammarion, coll. "Textes", 1980
- Le Mais trop blanc, Orange Export Ltd, 1977
- L'Éveil, EFR/Messidor, 1977
- Aube, Éditions du Seuil, coll. "Écrire", 1968 ; rééd. augm. P.O.L, 1984
- Ils riaient en entendant le nom barbare…, Æncrages & Co, 1981

### Essais
- Le Dégagement multiple (Le Collet de Buffle, 1977)
- La Ressemblance impossible, Edmond Jabès (E.F.R/Messidor, 1977)

### Journal
- Journal 1983-1986, peinture de Christian Jaccard (Æncrages & Co, 2013)

### Traductions de l'anglais
- Larry Eigner, David Antin, Jack Spicer, Cid Corman, Keith Waldrop, in Vingt poètes américains (anthologie) (Gallimard, 1980)
- Billy the Kid, de Jack Spicer (Fourbis, 1990)
- Mon livre des oiseaux, de Norma Cole (Royaumont, 1991)
- Le Texte du cristal, de Clark Coolidge, (Royaumont, 1989)
- Edmond Jabès ou le Délire du sens, de Robert Duncan (Fourbis, 1993)